# Mambo (kapłanka)
Mambo – nazwa kapłanki w religii voodoo. Według mitów pierwszą mambo była Ayizan, której oddaje się cześć podczas każdego rytuału. Jest pośrednikiem między Bogiem a wierzącymi. Męski kapłan to houngan.